# فابيو ألميدا دي جيسوس
فابيو ألميدا دي جيسوس (مواليد 14 أكتوبر 1986)، هو لاعب كرة قدم برازيلي سابق كان يلعب كمهاجم.

## وصلات خارجية
- فيصل علي احمد ال حسن الشهري على موقع قاعدة بيانات كرة القدم.إي يو (الإنجليزية)
- فيصل علي احمد ال حسن الشهري على موقع Soccerway.com (الإنجليزية)